# Gesamtäthiopische Sozialistische Bewegung

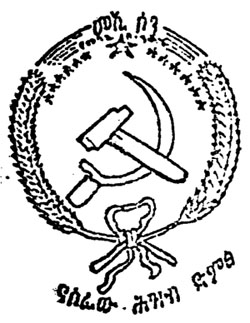
Parteilogo der MEISONE

Die Gesamtäthiopische Sozialistische Bewegung, nach ihrer amharischen Abkürzung zumeist MEISON (Mälla It'yop'ya Sosiyalist Nəqnaqe, auch Ma'ison oder Me'ison, in der eigenen Schrift መላ የኢትዮጵያ ሶሲያሊስት ንቅናቄ) genannt, ist eine sozialistische Partei in Äthiopien.

## Geschichte
Die MEISON wurde um 1968 im Wesentlichen von sowohl in Addis Abeba wie auch in Europa oder Nordamerika lebenden Akademikern und Studierenden gegründet und bezog sich in ihren Analysen und programmatischen Ansätzen auf die sowjetische Spielart des Marxismus, hier besonders auf die Theorie der Nichtkapitalistischen Entwicklung. Nach anfänglicher Skepsis begann die MEISON – anders als die IHAPA – die Militärregierung (den Derg) zu unterstützen und war von 1976 bis 1977 die ideologisch dominierende Kraft dort, viele MEISON-Mitglieder fielen in dieser Zeit Anschlägen der IHAPA zum Opfer.
1977/78 setzte sich innerhalb des Derg endgültig die aus Militärs bestehende Gruppe Abyot Seded um Mengistu Haile Mariam durch; MEISON bildete zu diesem Zeitpunkt zusammen mit Abyot Seded und drei kleineren den DERG unterstützenden Gruppen die EMALEDH (Union Marxistisch-Leninistischer Organisationen Äthiopiens). Als Folge des Machtkampfes mit Mengistu wurden viele MEISON-Mitglieder ihrer Funktionen enthoben, verhaftet, ermordet (vor allem in ländlichen Regionen) oder in den Untergrund gezwungen, eine angepasste Fraktion Kay Fana (amharisch „Rote Fackel“) ging 1979 in der COPWE, aus der die Arbeiterpartei Äthiopiens entstand, auf.
Nach dem Sturz des Mengistu-Regimes 1991 konstituierte sich die MEISON wieder als legale sozialistische Partei, konnte aber nicht an ihre frühere Bedeutung anknüpfen. 2003 schloss sie sich dem Oppositionsbündnis Vereinigte Äthiopische Demokratische Kräfte an.